# اونو (میکرونزی)
اُنُ یا فُنُ) یک آب‌سنگ حلقوی و منطقه شهرداری در ایالت چوک در ایالات فدرال میکرونزی است.